# Паркерс-Сеттлмент (Індіана)
Паркерс-Сеттлмент (англ. Parkers Settlement) — переписна місцевість (CDP) в США, в окрузі Поузі штату Індіана. Населення — 661 особа (2020).

## Географія
Паркерс-Сеттлмент розташований за координатами 38°2′38″ пн. ш. 87°42′53″ зх. д. / 38.04389° пн. ш. 87.71472° зх. д. (38.044017, -87.714725).  За даними Бюро перепису населення США в 2010 році переписна місцевість мала площу 4,54 км², уся площа — суходіл.

## Демографія
Згідно з переписом 2010 року, у переписній місцевості мешкало 711 особа в 269 домогосподарствах у складі 207 родин. Густота населення становила 157 осіб/км².  Було 282 помешкання (62/км²).
Расовий склад населення:
| - 98,6 % — білих - 0,8 % — азіатів - 0,4 % — чорних або афроамериканців |

До двох чи більше рас належало 0,1 %. Частка іспаномовних становила 0,3 % від усіх жителів.
За віковим діапазоном населення розподілялося таким чином: 24,2 % — особи молодші 18 років, 63,8 % — особи у віці 18—64 років, 12,0 % — особи у віці 65 років та старші. Медіана віку мешканця становила 41,7 року. На 100 осіб жіночої статі у переписній місцевості припадало 100,8 чоловіків;  на 100 жінок у віці від 18 років та старших — 104,2 чоловіків також старших 18 років.
Середній дохід на одне домашнє господарство  становив 64 808 доларів США (медіана — 63 958), а середній дохід на одну сім'ю — 70 779 доларів (медіана — 74 083). За межею бідності перебувало 0,8 % осіб, у тому числі 0,0 % дітей у віці до 18 років та 0,0 % осіб у віці 65 років та старших.
Цивільне працевлаштоване населення становило 451 осіб. Основні галузі зайнятості: освіта, охорона здоров'я та соціальна допомога — 19,7 %, будівництво — 18,0 %, науковці, спеціалісти, менеджери — 14,2 %.